# Тасархай
Тасарха́й (бур. Таһархай) — улус в Джидинском районе Бурятии. Входит в сельское поселение «Белоозёрское».

## География
Находится юго-восточнее районного центра, села Петропавловки, на левом берегу реки Джиды, недалеко от границы с Монголией.
Ближайшие населенные пункты — Нюгуй, Боций, Белоозёрск, Петропавловка, Баян.

## Население
| 2002 | 2006 | 2010 |
| ---- | ---- | ---- |
| 176  | ↗177 | ↘136 |

## Экономика
Основные занятия населения — ведение личных подсобных хозяйств, охота, сбор дикоросов.